# 동두천초등학교 걸산분교
동두천초등학교 걸산분교는 대한민국 경기도 동두천시 걸산동 50-8에 있었던 폐교된 공립 초등학교 분교이다.

## 연혁
- 1954년 9월 23일 지역인사 장태영에 의해 덕계학원 설립, 정용철이 학교 부지 희사
- 1961년 4월 4일 동두천국민학교 걸산분실 인가
- 1967년 7월 12일 동두천국민학교 걸산분교장 인가
- 1972년 12월 5일 숙직실, 화장실 신축
- 1982년 12월 30일 교무실 신축
- 1984년 6월 21일 창고 신축
- 1996년 국민학교에서 초등학교로 명칭 변경
- 1999년 8월 31일 동두천초등학교로 통폐합